# Келвін Офорі
Келвін Офорі (англ. Kelvin Ofori, нар. 27 липня 2001, Кумасі) — ганський футболіст, нападник словацького клубу «Спартак» (Трнава). Виступав також за німецькі клуби «Фортуна» (Дюссельдорф) та «Падерборн 07». Володар Кубка Словаччини.

## Ігрова кар'єра
Келвін Офорі народився 2001 року в місті Кумасі. Розпочав займатися футболом у школі «Райт ту Дрім Академі». У 2019 році футболіст перейшов до німецького клубу «Фортуна» (Дюссельдорф), в якому грав до 2021 року, взявши участь у 12 матчах чемпіонату. У 2021 році Офорі перейшов до іншого німецького клубу «Падерборн 07», у якому грав до 2023 року.
З 2023 року ганський футболіст грає у складі словацького клубу «Спартак» (Трнава). У складі команди гравець у сезоні 2024—2025 років став володарем Кубка Словаччини.

## Титули і досягнення
- Володар Кубка Словаччини (2):

«Спартак» (Трнава): 2022–2023, 2024–2025